# Heteronyx pilosellus
Heteronyx pilosellus är en skalbaggsart som beskrevs av Blanchard 1850. Heteronyx pilosellus ingår i släktet Heteronyx och familjen Melolonthidae. Inga underarter finns listade i Catalogue of Life.